# Gare de Riga (Moscou)
Pour les articles homonymes, voir Gare de Riga.
La gare de Riga (Рижский вокзал) est l'une des neuf gares ferroviaires importantes de Moscou. Nommée d'après la ville de Riga, elle se trouve à six kilomètres au nord de la place Rouge, au coin de prospekt Mira (boulevard de la Paix) et du troisième anneau routier.

## Histoire
La gare est construite en 1897-1901 dans le style néorusse par Stanislaw Brzosowski, architecte pétersbourgeois d'origine polonaise. Elle s'appelait jusqu'en 1930 la gare de Windau, puis la gare de la Baltique, jusqu'en 1942, puis la gare de Rjev, et a pris son nom actuel en 1946.

## Desserte
La gare de Riga relie la capitale à la Lettonie, à l'Estonie, à la Finlande et aux villes russes du nord-ouest. 